# جادة السنجقدار
جادة السنجقدار، هي إحدى جادات دمشق القديمة في مدينة دمشق، تمتد بين ساحة المرجة ومدخل سوق الحميدية، وتنسب إلى جامع السنجقدار المشهور بها، وسميت نسبة للسنجق.